# Tour Down Under 2020
22. ročník etapového cyklistického závodu Tour Down Under se konal mezi 21. a 26. lednem 2020 v Adelaide a okolí v Austrálii. Celkovým vítězem se stal podruhé v kariéře Australan Richie Porte z týmu Trek–Segafredo. Na druhém a třetím místě se umístili Ital Diego Ulissi (UAE Team Emirates) a Němec Simon Geschke (CCC Team). Závod byl součástí UCI World Tour 2020 na úrovni 2.UWT a byl prvním závodem tohoto seriálu.

## Týmy
Závodu se zúčastnilo všech 19 UCI WorldTeamů a australský národní tým. Tým Total Direct Énergie dostal automatickou pozvánku jako nejlepší UCI ProTeam sezóny 2019, svou pozvánku však zamítl. Další 1 národní tým (UniSA–Australia) pak byl vybrán organizátory závodu. Všechny týmy přijely se sedmi jezdci, celkem se tak na start postavilo 140 závodníků. Do cíle na Willunga Hillu dojelo 132 z nich.
UCI WorldTeamy
- AG2R La Mondiale
- Astana
- Bahrain–McLaren
- Bora–Hansgrohe
- CCC Team
- Cofidis
- Deceuninck–Quick-Step
- EF Pro Cycling
- Groupama–FDJ
- Israel Start-Up Nation
- Lotto–Soudal
- Mitchelton–Scott
- Movistar Team
- NTT Pro Cycling
- Team Ineos
- Team Jumbo–Visma
- Team Sunweb
- Trek–Segafredo
- UAE Team Emirates

Národní týmy
- UniSA–Australia

## Trasa a etapy
| Etapa         | Datum         | Trasa                        | Vzdálenost | Typ      | Typ            | Vítěz                 |
| ------------- | ------------- | ---------------------------- | ---------- | -------- | -------------- | --------------------- |
| 1             | 21. ledna     | Tanunda – Tanunda            | 150 km     |          | Rovinatá etapa | Sam Bennett (IRL)     |
| 2             | 22. ledna     | Woodside – Stirling          | 135,8 km   |          | Rovinatá etapa | Caleb Ewan (AUS)      |
| 3             | 23. ledna     | Unley – Paracombe            | 131 km     |          | Zvlněná etapa  | Richie Porte (AUS)    |
| 4             | 24. ledna     | Norwood – Murray Bridge      | 152,8 km   |          | Zvlněná etapa  | Caleb Ewan (AUS)      |
| 5             | 25. ledna     | Glenelg – Victor Harbor      | 149,1 km   |          | Rovinatá etapa | Giacomo Nizzolo (ITA) |
| 6             | 26. ledna     | McLaren Vale – Willunga Hill | 151,5 km   |          | Zvlněná etapa  | Matthew Holmes (GBR)  |
| Celková délka | Celková délka | Celková délka                | 870,2 km   | 870,2 km | 870,2 km       | 870,2 km              |

## Průběžné pořadí
| Etapa          | Vítěz           | Celkové pořadí | Vrchařská soutěž | Sprinterská soutěž | Soutěž mladých jezdců | Soutěž týmů       | Cena bojovnosti   |
| -------------- | --------------- | -------------- | ---------------- | ------------------ | --------------------- | ----------------- | ----------------- |
| 1              | Sam Bennett     | Sam Bennett    | Jarrad Drizners  | Sam Bennett        | Jasper Philipsen      | UAE Team Emirates | Joey Rosskopf     |
| 2              | Caleb Ewan      | Caleb Ewan     | Joey Rosskopf    | Jasper Philipsen   | Jasper Philipsen      | UAE Team Emirates | Laurens De Vreese |
| 3              | Richie Porte    | Richie Porte   | Joey Rosskopf    | Daryl Impey        | Pavel Sivakov         | Mitchelton–Scott  | Miles Scotson     |
| 4              | Caleb Ewan      | Richie Porte   | Joey Rosskopf    | Jasper Philipsen   | Pavel Sivakov         | Mitchelton–Scott  | Laurens De Vreese |
| 5              | Giacomo Nizzolo | Daryl Impey    | Joey Rosskopf    | Jasper Philipsen   | Pavel Sivakov         | Mitchelton–Scott  | Mads Pedersen     |
| 6              | Matthew Holmes  | Richie Porte   | Joey Rosskopf    | Jasper Philipsen   | Pavel Sivakov         | Team Ineos        | Luke Rowe         |
| Konečné pořadí | Konečné pořadí  | Richie Porte   | Joey Rosskopf    | Jasper Philipsen   | Pavel Sivakov         | Team Ineos        | neuděleno         |

## Konečné pořadí
| Legenda | Legenda                            | Legenda | Legenda                               |
| ------- | ---------------------------------- | ------- | ------------------------------------- |
|         | Označuje lídra celkového pořadí    |         | Označuje lídra soutěže mladých jezdců |
|         | Označuje lídra sprinterské soutěže |         | Označuje lídra vrchařské soutěže      |

### Celkové pořadí
| Pořadí | Jezdec                    | Tým               | Čas         |
| ------ | ------------------------- | ----------------- | ----------- |
| 1      | Richie Porte (AUS)        | Trek–Segafredo    | 20h 37' 08" |
| 2      | Diego Ulissi (ITA)        | UAE Team Emirates | + 25"       |
| 3      | Simon Geschke (GER)       | CCC Team          | + 25"       |
| 4      | Rohan Dennis (AUS)        | Team Ineos        | + 25"       |
| 5      | Dylan van Baarle (NED)    | Team Ineos        | + 25"       |
| 6      | Daryl Impey (RSA)         | Mitchelton–Scott  | + 30"       |
| 7      | Simon Yates (GBR)         | Mitchelton–Scott  | + 37"       |
| 8      | George Bennett (NZL)      | Team Jumbo–Visma  | + 46"       |
| 9      | Lucas Hamilton (AUS)      | Mitchelton–Scott  | + 52"       |
| 10     | Hermann Pernsteiner (AUT) | Bahrain–McLaren   | + 54"       |

### Sprinterská soutěž
| Pořadí | Jezdec                 | Tým                    | Čas |
| ------ | ---------------------- | ---------------------- | --- |
| 1      | Jasper Philipsen (BEL) | UAE Team Emirates      | 63  |
| 2      | Daryl Impey (RSA)      | Mitchelton–Scott       | 48  |
| 3      | Caleb Ewan (AUS)       | Lotto–Soudal           | 47  |
| 4      | Sam Bennett (IRL)      | Deceuninck–Quick-Step  | 42  |
| 5      | André Greipel (GER)    | Israel Start-Up Nation | 38  |
| 6      | Richie Porte (AUS)     | Trek–Segafredo         | 29  |
| 7      | Diego Ulissi (ITA)     | UAE Team Emirates      | 28  |
| 8      | Giacomo Nizzolo (ITA)  | NTT Pro Cycling        | 24  |
| 9      | Erik Baška (SVK)       | Bora–Hansgrohe         | 21  |
| 10     | Rohan Dennis (AUS)     | Team Ineos             | 20  |

### Vrchařská soutěž
| Pořadí | Jezdec                 | Tým              | Body |
| ------ | ---------------------- | ---------------- | ---- |
| 1      | Joey Rosskopf (USA)    | CCC Team         | 51   |
| 2      | Richie Porte (AUS)     | Trek–Segafredo   | 38   |
| 3      | Bruno Armirail (FRA)   | Groupama–FDJ     | 18   |
| 4      | Matthew Holmes (GBR)   | Lotto–Soudal     | 16   |
| 5      | Manuele Boaro (ITA)    | Astana           | 14   |
| 6      | Simon Yates (GBR)      | Mitchelton–Scott | 12   |
| 7      | Samuel Jenner (AUS)    | UniSA–Australia  | 10   |
| 8      | Dylan Sunderland (AUS) | NTT Pro Cycling  | 9    |
| 9      | Daryl Impey (RSA)      | Mitchelton–Scott | 8    |
| 10     | George Bennett (NZL)   | Team Jumbo–Visma | 8    |

### Soutěž mladých jezdců
| Pořadí | Jezdec                    | Tým                   | Čas         |
| ------ | ------------------------- | --------------------- | ----------- |
| 1      | Pavel Sivakov (RUS)       | Team Ineos            | 20h 38' 13" |
| 2      | Santiago Buitrago (COL)   | Bahrain–McLaren       | + 15"       |
| 3      | Jarrad Drizners (AUS)     | UniSA–Australia       | + 31"       |
| 4      | Florian Stork (GER)       | Team Sunweb           | + 35"       |
| 5      | Michael Storer (AUS)      | Team Sunweb           | + 3' 02"    |
| 6      | Juan Pedro López (ESP)    | Trek–Segafredo        | + 5' 51"    |
| 7      | Samuele Battistella (ITA) | NTT Pro Cycling       | + 6' 21"    |
| 8      | Juri Hollmann (GER)       | Movistar Team         | + 8' 18"    |
| 9      | João Almeida (POR)        | Deceuninck–Quick-Step | + 9' 41"    |
| 10     | Jonas Rutsch (GER)        | EF Pro Cycling        | + 11' 30"   |

### Soutěž týmů
| Pořadí | Tým                   | Čas         |
| ------ | --------------------- | ----------- |
| 1      | Team Ineos            | 61h 53' 19" |
| 2      | Mitchelton–Scott      | + 25"       |
| 3      | Team Sunweb           | + 1' 19"    |
| 4      | Astana                | + 1' 30"    |
| 5      | Bahrain–McLaren       | + 1' 32"    |
| 6      | UAE Team Emirates     | + 1' 36"    |
| 7      | Deceuninck–Quick-Step | + 1' 50"    |
| 8      | NTT Pro Cycling       | + 2' 52"    |
| 9      | AG2R La Mondiale      | + 3' 38"    |
| 10     | CCC Team              | + 5' 11"    |